# Viticultura de precisão
A viticultura de precisão é a designação dada à aplicação da agricultura de precisão à viticultura. Os princípios da viticultura de precisão são idênticos à agricultura de precisão i.e. a optimização da gestão das parcelas agrícolas tendo em conta a variabilidade espacial e temporal do solo, operações, cultura, etc. O que se pretende é gerir a variabilidade espacial de forma a aumentar a margem bruta de cada zona da mesma parcela. 

## Aplicações
As aplicações da viticultura de precisão incluem a gestão diferenciada de fertilizantes e fitofármacos, da rega, de operações culturais como poda ou enrelvamento da entrelinha, etc. A viticultura de precisão pode ainda ter como aplicação a segmentação da vindima i.e. a monitorização diferenciada de zonas distintas de um mesmo talhão e respectiva vinificação em separado das uvas resultantes. Deste forma é possível obter vinhos provenientes da mesma casta, mesmo talhão mas, devido às condições especificas de crescimento e desenvolvimento (solos mais argilosos, declive mais acentuado, exposição diferenciada) resultam em uvas de qualidade diferenciada com curvas de maturação diferenciada e em vinhos de diferente qualidade.

## Tecnologia
As diversas técnicas de viticultura de precisão permitem reduzir custos, reduzir o impacto ambiental da actividade e ainda assim aumentar a qualidade do produto final. Para isso socorre-se de diversas tecnologias como o GPS, a tecnologia de taxa variável (VRT) e a detecção remota.

## Outras fontes de informação
Proffitt, T., R. Bramley, D. Lamb, and E. Winter.  2006.  Precision Viticulture: A New Era in Vineyard Management and Wine Production.   WineTitles, Adelaide.  ISBN 978-0-9756850-4-4
Grupo de discussão no LinkedIn sobre "precision viticulture" que pode aceder aqui : http://www.linkedin.com/groups?gid=2640815

## References
1. ↑  Braga R.  2009.  Manual de viticultura de precisão.   AJAP.  http://agrinov.ajap.pt/manuais/Manual_Viticultura_de_Precisao.pdf Arquivado em 3 de fevereiro de  2016, no Wayback Machine.
2. ↑  Precision Viticulture Linkedin Group: http://www.linkedin.com/groups?gid=2640815